# إستازولام
إستازولام (ديسميثيل البرازولام، ويتم تسويقه تحت الأسماء التجارية يورودين وبروسوم) هو دواء مشتق من البنزوديازيبين تم وضعه بواسطة أبيجون في عام 1970م، يعد إستازولام مضاد للقلق، ومضاد للتشنجات، ومسكن، ومُرخي للعضلات، يتم تناول إستازولام عادةً عن طريق الفم.
يوصف إستازولام عادةً لعلاج الأرق على المدى القصير.

## دواعي الاستعمال

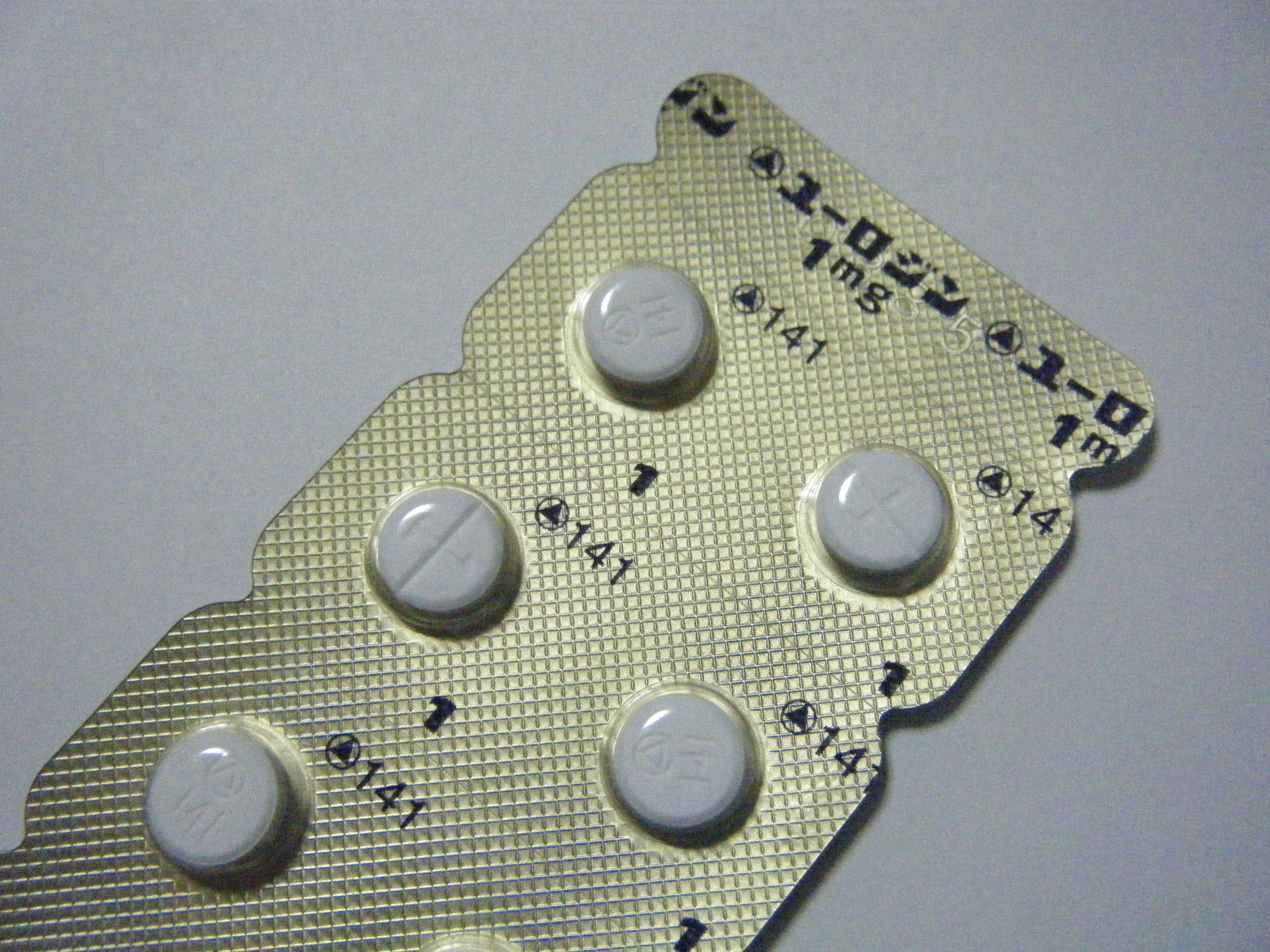
أقراص إستازولام 1 جم وتم بيعه في اليابان تحت اسم يورودين.

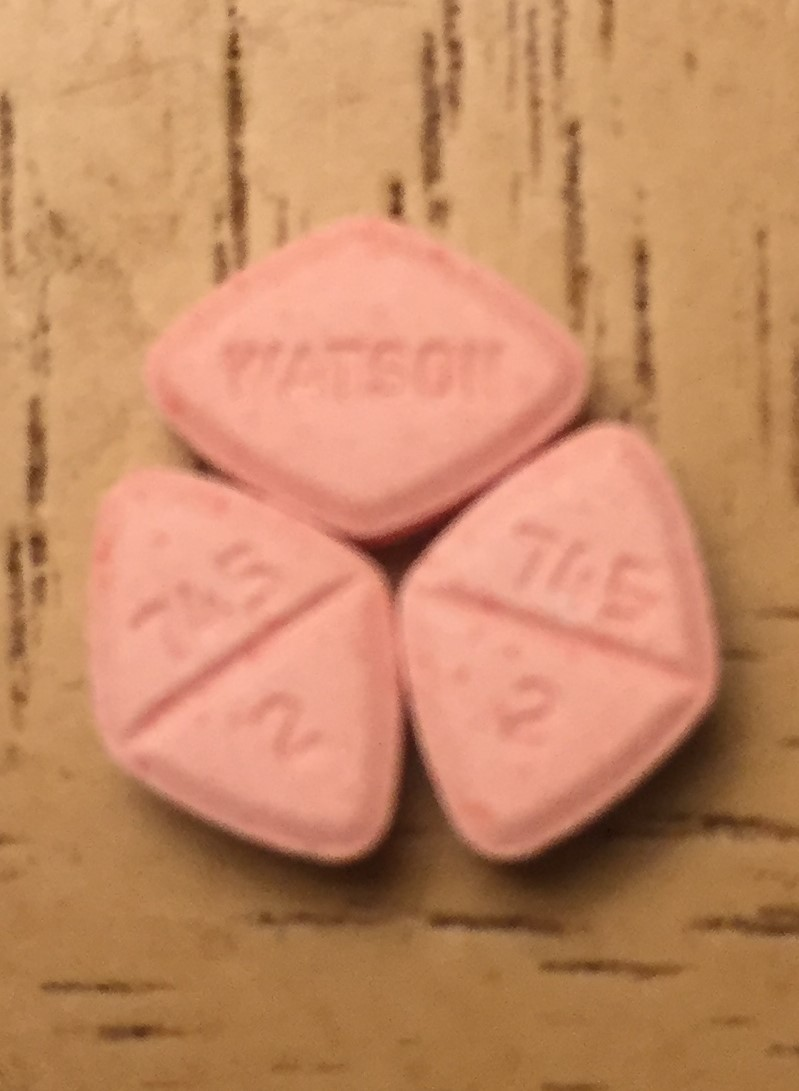
أقراص إستازولام يتم بيعه تحت اسم بروسوم في الولايات المتحدة الأمريكية

يوصف إستازولام لعلاج إضطرابات النوم على المدى القصير، حيث أثبت فعالية قوية في زيادة فترة النوم وكذلك الحد من الإستيقاظ أثناء الليل، وهذا بالاشتراك مع الخيارات غير الدوائية للتحكم في النوم مما يؤدي إلى تحسينات طويلة الأجل في جودة النوم حتى بعد التوقف عن تناول إستازولام على المدى القصير، كما يستخدم إستازولام كدواء يساعد في النوم قبل العمليات الجراحية. وقد وجدوا أن إستازولام أسوأ من تريازولام في آثاره الجانبية كمنوم قبل العمليات الجراحية، يستخدم إستازولام أيضاً كمضاد للقلق ونظرا لطول فترة نصف العمر الخاصة به فإنه يعد علاجاً جيداً للأرق المرتبط بالقلق على المدى القصير.

## الآثار الجانبية
يحدث عادةً تأثير شبيه بالدوار الناتج عن تناول الخمر وضعف في الأداء العقلي والجسدي في اليوم التالي، وتشمل الآثار الجانبية الأخرى لإستازولام النعاس، والدوخة، وتقييد الحركة، والتنسيق غير الطبيعي بين حركات الجسم.

## التسامح والإدمان
القلق الرئيسي من سلامة استخدام البنزوديازيبين في صورة إستازولام هو الاعتماد على البنزوديازيبين ومن ثم حدوث متلازمة أعراض انسحاب البنزوديازيبين عند التوقف عن تناول إستازولام، وبالنظر إلى المادة المعروضة فإن تناول بنزوديازيبين على المدى الطويل مثل إستازولام يرتبط بالتسامح مع الدواء ثم الاعتماد على الدواء مما يتتسبب في طلب زيادة الجرعة والإدمان، وارتداد الأرق، والآثار الضارة المتعلقة بالجهاز العصبي المركزي.
يجب تناول إستازولام على المدى القصير فقط وبأقل جرعة فعالة لتجنب المضاعفات المرتبطة بالاستخدام طويل المدى، ومع ذلك فإن الخيارات الغير طبية تؤدي إلى تحسين دائم في جودة النوم، تبدأ الفوائد قصيرة المدى لإستخدام البنزوديازيبينات لأجل تحسين النوم بعد بضعة أيام بسبب آثار التسامح مع المنومات بالنسبة لكبار السن.

## موانع وتحذيرات خاصة
تتطلب البنزوديازيبينات احتياطات خاصة إذا تم إستخدامها لعلاج كبار السن، وخلال فترة الحمل، والأطفال، ومدمني الكحول والمخدرات، وكذلك الأشخاص الذين يعانون من اضطرابات نفسية مرضية.

## كبار السن
في مراجعة شاملة للمواد الطبية التي تستخدم لعلاج الأرق في كبار السن وجدوا أن هناك أدلة كثيرة على فعالية وقوة العلاجات غير المخدرة في علاج الأرق للبالغين من جميع الأعمار وأن هذه الفوائد غير مستغلة، وبالمقارنة مع البنزوديازيبينات بما في ذلك إستازولام فإن المنومات والمهدئات التي ليست بنزوديازيبينات تقدم القليل من المزايا الطبية الهامة في الفاعلية أو التحمل بالنسبة لكبار السن، وقد تبين أيضاً أن العوامل الجديدة مع آليات جديدة للعمل وتحسينات لملامح السلامة مثل محفزات الميلاتونين تعد أفضل في علاج الأرق المزمن في كبار السن.
يفتقر الاستخدام طويل المدى للمسكنات والمنومات التي تستخدم في علاج الأرق إلى القاعدة الدليلية كما يتم تثبيطه عادةً لأسباب منها المخاوف بشأن الآثار الضارة للأدوية مثل ضعف الإدراك (مرحلة متقدمة من فقدان الذاكرة)، والتخدير أثناء النهار، وفقدان التناسق بين الحركات، وزيادة خطر حوادث السيارات والسقوط، وبالإضافة إلى ذلك فإن مدى فاعلية وسلامة الاستخدام الطويل الأجل لهذه العوامل لم يتم تحديده بعد، وخلاصة الأمر أن هناك حاجة إلى مزيد من الأبحاث لتقييم الآثار طويلة الأجل والإستراتيجية الأنسب لعلاج كبار السن الذين يعانون من الأرق.

## علم العقاقير
يتم تصنيف إستازولام على أنه دواء «تريازول» بنزوديازيبين، يمارس إستازولام تأثيراته العلاجية عن طريق خصائصه المحفزة لمستقبلات البنزوديازيبين، ويخفض إستازولام معدل دوران الهيستامين عن طريق عمله على مركب مستقبلات غابا-بنزوديازيبين وذلك عند تناوله بجرعات مرتفعة.

## الخصائص الدوائية
يصل الدواء إلى أعلى مستوياته في البلازما بعد مرور حوالي من 1-6 ساعات، ويعمل إستازولام كوسيط للبنزوديازيبين، يتم القضاء على فترة نصف العمر في المتوسط خلال 19 ساعة وقد تصل إلى 8 ساعات أو 31 ساعة في بعض الحالات، والناتج الرئيسي من عملية أيض إستازولام هو 4-هيدروكسي إستازولام.

## التفاعلات الدوائية
يزيد الكحول من الخصائص المنومة والمسكنة لإستازولام، ويحذر المصنعين من مجموعة تفاعلات دوائية قد تحدث بين إستازولام وريتونافير ولكن لم يتم وصف هذه التفاعلات الطبية حتى الآن.

## التأثير على رسم المخ في الأرانب
أظهرت دراسة أجريت على الحيوانات خاصةً الأرانب أن إستازولام يؤدي إلى ظهور نمط النعاس في رسم المخ العشوائي وظهور موجات بطيئة عالية الجهد وأخرى سريعة جداً في القشرة واللوزة، في حين يتزامن إيقاع ثيتا في الهيبوكامبس (hippocampus) مع موجات سريعة منخفضة الجهد خاصةً في رسم المخ للقشرة المخية.
وتنخفض بشكل كبير استجابة اليقظة للمثيرات السمعية والمثيرات الكهربائية للتشكيل الشبكي للدماغ المتوسط، وتحت المهاد الخلفي، والمنطقة المتوسطة من المهاد، كما يتم إعاقة استجابة القيادة الضوئية للضوء القوي في القشرة البصرية بواسطة إستازولام.

## الإدمان
وجدت دراسة رئيسية أن إستازولام بإمكانه أن يتسبب في الإدمان، يعد إستازولام من الأدوية التي لها احتمالية الإصابة بالإدمان وهناك نوعان من هذا الإدمان وهما أنه إما يتم تناوله من دون حاجة إلى ذلك أو يتم تناوله لفترات طويلة على عكس وصف الطبيب.
أصبح إستازولام سيء السمعة منذ عام 1998م عندما تم جمع كمية كبيرة من «مزيج النوم العشبي» والذي عرف أيضاً باسم بوذا النائم من على الأرفف بعد أن اكتشفت منظمة الغذاء والعقاقير أنها تحتوي على إستازولام.

## وصلات خارجية
- Rx-List - Estazolam
- Inchem - Estazolam